# El tiempo dirá…
Az El tiempo dirá…  (spanyol, jelentése: ’Az idő majd megmondja…’) Lucía Pérez galiciai énekesnő második stúdióalbuma, amely 2006 elején jelent meg Spanyolországban a Letras y Musas kiadó gondozásában. A producerek és a dalok szerzői, csakúgy, mint első albumánál, Chema Purón és Félix Cebreiro.
Lucía második lemeze kétségtelenül jelentős előrelépést feltételez a fiatal énekesnő karrierjében. Stílusa szempontjából sokkal konkrétabb és határozottabb, mint az első albuma, melyen Lucía minden egyes dalban kimeríti előadói képességeit, hitelesen igazolva, hogy ugyanaz a hang rengeteg árnyalatban képes kibontakozni, érzelmeket, erőt, érzékiséget és fiatalságot közvetítve egy gondosan összeállított repertoáron keresztül, mellyel az igényes zenét szerető közönség szélesebb rétegét céloztak meg.
A galiciai és kasztíliai nyelven is felvett Amarás miña terra, Lucía tiszteletadása szülőföldje részére; pörgős, erővel és fiatalsággal teli dalok, mint az SMS de amor, az Olvidarme de ti vagy az Espero, nagyszerű balladákkal vegyülnek, mint a Dime adiós, a Samaritana, a Lo mejor de mí, vagy a 2005-ös chilei Viña del Mar-i Nemzetközi Dalfesztiválra választott Qué haría contigo.

## Dallista
| #   | Cím                                                             | Szerző(k)                                       | Hossz |
| --- | --------------------------------------------------------------- | ----------------------------------------------- | ----- |
| 1.  | Qué haría contigo („Mit tennék veled”)                          | Chema Purón                                     | 3:39  |
| 2.  | Amarás a mi tierra („Szeretni fogod a hazám”)                   | Chema Purón                                     | 4:00  |
| 3.  | SMS de amor („Szerelmes SMS-ek”)                                | Chema Purón                                     | 3:59  |
| 4.  | Dime adiós („Búcsúzz el tőlem”)                                 | Chema Purón                                     | 4:52  |
| 5.  | No sabré darte las gracias („Nem fogom tudni meghálálni neked”) | Chema Purón                                     | 3:56  |
| 6.  | Olvidarme de ti („El foglak felejteni”)                         | Félix Cebreiro                                  | 3:51  |
| 7.  | Samaritana („Szamaritánus”)                                     | Chema Purón                                     | 4:16  |
| 8.  | El tiempo dirá („Az idő majd megmondja”)                        | Chema Purón                                     | 3:28  |
| 9.  | Espero („Remélem”)                                              | Félix Cebreiro                                  | 3:42  |
| 10. | Lo mejor de mí („A legjobbat belőlem”)                          | Chema Purón                                     | 3:41  |
| 11. | Amarás miña terra („Szeretni fogod a hazám”)                    | Chema Purón / Félix Cebreiro (gallego fordítás) | 4:00  |

## Zenészek, közreműködők
- Producer és zenei rendező: Chema Purón és Félix Cebreiro
- Dobfelszerelés: Paco García
- Gitárok: Ovidio López
- Billentyűzetek: Félix Cebreiro
- Dudák és fuvola: José Liz
- Hegedűk: Raquel Castro, Alfonso Franco
- Brácsák: Isabel Abril, Yuval Gotiblovich
- Vezényel: Alfonso Merino
- Háttérvokálok: Marta, Montse, Félix és Chema

## Külső hivatkozások
- Kiadói bemutatóvideó dalrészletekkel az albumról
- Lucía Pérez diszkográfiája
- Lucía Pérez: Dime adiós (videóklip). YouTube